# بوني بيديليا
بوني بيديليا كولكين (بالإنجليزية: Bonnie Bedelia)‏ (25 مارس 1948) ممثلة أمريكية المعروفة بإسم بوني بيديليا عرفت بظهورها في سلسلة أفلام موت قاسي بطولة بروس ويليس.

## روابط خارجية
- بوني بيديليا على موقع IMDb (الإنجليزية)
- بوني بيديليا على موقع روتن توميتوز (الإنجليزية)
- بوني بيديليا على موقع ألو سيني (الفرنسية)
- بوني بيديليا على موقع ميوزك برينز (الإنجليزية)
- بوني بيديليا على موقع تيرنر كلاسيك موفيز (الإنجليزية)
- بوني بيديليا على موقع أول موفي (الإنجليزية)
- بوني بيديليا على موقع قاعدة بيانات برودواي على الإنترنت (الإنجليزية)
- بوني بيديليا على موقع قاعدة بيانات برودواي على الإنترنت (الإنجليزية)
- بوني بيديليا على موقع قاعدة بيانات الأفلام السويدية (السويدية)
- بوني بيديليا على موقع إن إن دي بي (الإنجليزية)